# Evie Magazine
Evie es una revista femenina estadounidense que se plantea como competencia de Cosmopolitan y otras revistas similares; su audiencia en 2023 alcanzaba unos 10 millones de impresiones. Apuntada a la Generación Z, fue fundada en febrero de 2019 por Brittany Martínez y Gabriel Hugoboom, con Martínez como editora en jefe.   Según Martínez, Evie ofrece seis especialidades a sus lectores: salud, belleza, moda, relaciones interpersonales, carrera profesional, y cultura, y busca encontrar eco entre mujeres de todo tipo.  Según Vice, Evie se presenta a sí misma como con una visión “clásica” o “tradicional."
En septiembre de 2022, Evie y sus fundadores introdujeron al mercado una aplicación llamada "28 by Evie" que brinda asesoramiento sobre dieta y ejercicio adaptado a las necesidades de la mujer, empleando la información que la usuaria reporte sobre su ciclo menstrual. Peter Thiel fue uno de los inversionistas.  A principios de 2024, el producto era conocido como "28", a secas.  En junio de 2024, la revista, que venía planeando el lanzamiento de una línea de modas empleando su marca, lanzó su primer atuendo al mercado, el cual no alcanzó a satisfacer la demanda.

## Controversias
Según Rolling Stone, durante la controversia de julio de 2024 sobre Ballerina Farm, Evie tomó reiteradamente el partido de los Neeleman, defendiéndoles, y atacó el artículo del Sunday Times que empezó la controversia.